# Nives Marinšek
Nives Čurin Marinšek, slovenska odvetnica in političarka, * 1957
Med 1. avgustom 1997 in 13. septembrom 2000 je bila državna sekretarka Republike Slovenije na Ministrstvu za pravosodje Republike Slovenije.

## Sklic
1. ↑  SEZNAM ODVETNIKOV ODVETNIŠKE ZBORNICE SLOVENIJE  1918– 2018 Arhivirano 2021-09-24 na Wayback Machine.. str. 9. Odvetniška zbornica Slovenije. pridobljeno 24. septembra 2021